# Ertuğrul Ersoy
Ertuğrul Ersoy (Gölcük, 13 de febrero de 1997) es un futbolista turco que juega de defensa en el Bursaspor de la TFF Segunda División.

## Selección nacional
Ersoy fue internacional sub-16, sub-17, sub-18, sub-19 y sub-21 con la selección de fútbol de Turquía, antes de convertirse en internacional absoluto el 11 de octubre de 2018, en un partido amistoso frente a la selección de fútbol de Bosnia y Herzegovina.

## Clubes
| Club                     | País    | Año       |
| ------------------------ | ------- | --------- |
| Bursaspor                | Turquía | 2013-2019 |
| Yeşil Bursa (cedido)     | Turquía | 2014      |
| Çaykur Rizespor (cedido) | Turquía | 2015-2016 |
| Le Havre A. C.           | Francia | 2019-2022 |
| Gaziantep F. K. (cedido) | Turquía | 2021-2022 |
| Gaziantep F. K.          | Turquía | 2022-2025 |
| Istanbulspor (cedido)    | Turquía | 2023      |
| Bursaspor                | Turquía | 2025-     |